# زيفير كوف-راوند هيل فيلج
زيفير كوف-راوند هيل فيلج (بالإنجليزية: Zephyr Cove-Round Hill Village)‏ هو مكان مخصص للتعداد سابق (CDP) في مقاطعة دوغلاس في ولاية نيفادا الأمريكية. وبلغ عدد السكان 1,649 نسمة في تعداد عام 2000. وبالنسبة لتعداد عام 2010، فقد قسمت المنطقة إلى قريتي زفير كوف وقرية راوند هيل.

## التركيبة السكانية
حدّد مكتب تعداد الولايات المتحدة بيانات التركيبة السكانية لزيفير كوف-راوند هيل فيلج في تعداد الولايات المتحدة. في ما يلي، التركيبة السكانية حسب تعدادي 2000 و2010.

### تعداد عام 2000
بلغ عدد سكان زيفير كوف-راوند هيل فيلج 1,649 نسمة بحسب تعداد عام 2000، وبلغ عدد الأسر 798 أسرة وعدد العائلات 466 عائلة مقيمة في القرية. في حين سجلت الكثافة السكانية 77.8 نسمة لكل كيلومتر مربع (201.5/ميل2). وبلغ عدد الوحدات السكنية 1,426 وحدة بمتوسط كثافة قدره 67.3 لكل كيلومتر مربع (174.3/ميل2).
وتوزع التركيب العرقي للقرية بنسبة 93.88% من البيض و0.49% من الأمريكيين الأفارقة و0.67% من الأمريكيين الأصليين و1.64% من الأمريكيين ذوي الأصول الآسيوية و0.30% من سكان جزر المحيط الهادئ و1.15% من الأعراق الأخرى و1.88% من عرقين مختلطين أو أكثر و3.94% من الهسبانيون أو اللاتينيون من أي عرق.
بلغ عدد الأسر 798 أسرة كانت نسبة 19.4% منها لديها أطفال تحت سن الثامنة عشر تعيش معهم، وبلغت نسبة الأزواج القاطنين مع بعضهم البعض 48.1% من أصل المجموع الكلي للأسر، ونسبة 6.8% من الأسر كان لديها معيلات من الإناث دون وجود شريك، بينما كانت نسبة 3.5% من الأسر لديها معيلون من الذكور دون وجود شريكة وكانت نسبة 41.6% من غير العائلات. تألفت نسبة 31.7% من أصل جميع الأسر من عدة أفراد يعيشون في نفس المنزل ونسبة 6.1% كانت تتألف من شخص يعيش بمفرده يبلغ من العمر 65 عاماً أو أكثر. وبلغ متوسط حجم الأسرة المعيشية 2.07، أما متوسط حجم العائلات فبلغ 2.51.
بلغ العمر الوسطي للسكان 47.8 عاماً. وكانت نسبة 14.8% من القاطنين تحت سن الثامنة عشر، وكانت نسبة 3.7% بين الثامنة عشر والرابعة والعشرين عاماً، ونسبة 26% كانت واقعةً في الفئة العمرية ما بين الخامسة والعشرين والرابعة والأربعين عاماً، ونسبة 40% كانت ما بين الخامسة والأربعين والرابعة والستين، ونسبة 15.5% كانت ضمن فئة الخامسة والستين عاماً فما فوق. يوجد لكل 100 أنثى 113.9 ذكر، ويوجد لكل 100 أنثى في الثامنة عشر من عمرها فما فوق 112.9 ذكر.
بلغ متوسط دخل الأسرة في القرية 60,851 دولارًا، أما متوسط دخل العائلة فبلغ 64,044 دولارًا. وكان متوسط دخل الذكور 38,056 دولارًا مقابل 25,284 دولارًا للإناث. وسجل دخل الفرد الخاص بالقرية 37,218 دولارًا. وكانت نسبة 2.9% من العائلات ونسبة 3.3% من السكان تحت خط الفقر، وكان من هؤلاء نسبة 0% تحت سن الثامنة عشر ونسبة 3.1% في الخامسة والستين من العمر وما فوق.